# 莫罗斯科剧院
莫罗斯科剧院（Morosco Theatre）是1917年至1982年间存在于美国纽约的一座百老汇剧院，有955个座位，上演过《推销员之死》等许多著名的作品。

## 历史
莫罗斯科剧院由建筑师赫伯特·J·克拉普为舒伯特组织设计，其名来自奥利弗·莫罗斯科。1917年2月4日预演后，2月5日向公众开放。
舒伯特家族在大萧条中失去了它，城市剧场公司（City Playhouses, Inc.）于1943年通过拍卖买下了它。它于1968年被出售给信孚银行，在戏剧界人士乔·帕普领导的拯救剧院抗议运动失败后，它于1982年与海伦·海耶斯剧院等一起被夷为平地，万豪伯爵酒店和伯爵剧院取而代之。